# AMC・AMX-GT
AMC・AMX-GTは、1968年の巡回モーターショー用にアメリカン・モーターズ (AMC) が開発したコンセプトカーである。この車はモノコック構造、ピラーの無い2ドアグランツーリスモ・クーペ型スタイルを持ち、断ち切ったような後端部のデザイン処理はAMCのカーデザイナーであるリチャード・ティーグ (Richard A. Teague) の影響が表れていた。

## デザインの開発

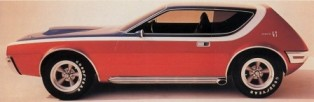
AMX-GTの側面

AMX-GTは、4座クーペのジャヴェリンのホイールベースを97-インチ (2,464 mm)（量産型2座クーペのAMXと同じ）に短縮し、車高を低め、屋根をチョップトップ (Chop top) として車体後端を切り詰めて製作された。1台のみ製作されたこの車のボディは、グラスファイバー製の車体後部と車体側面に装着した「マッチョ・エクゾーストパイプ」 (macho external exhaust pipes) を備えていた。
AMX-GTには2種類が存在した。1968年4月のニューヨーク国際オートショーに展示された車両は、赤色のボディに車体側面から天井にかけて白いストライプが塗られ、平滑な皿型のホイールカバーを装着した通常の黒いタイヤを履き、サイド出しマフラー、ラムエアインテーク付きのボンネット、スポイラーを一体化した屋根とBピラーの無い固定式の後部側面窓を備えていた。
車輪は間もなくグッドイヤー製のホワイトレター・タイヤと5本スポークの合金製ホイールの組み合わせに変更された。ボンネットと屋根は対照的な紺色に塗り直されたが、以後この配色はこの車の主要な特徴となり、後にAMCが赤/白/青帯の塗色に変更するまで初期のワークス・レースカーにも採用された。

## 遺産
AMX-GTの特徴のいくつかは、以降の量産モデルやそのオプションに採り入れられた。その最初の1つは、1969年式のジャヴェリンとAMXにオプション設定されたサイド・エクゾーストパイプである。また、AMX-GTのエアスクープに多少改良を加えたものが、1970年式のジャヴェリンとAMXに設定されたメーカーオプションの「GOパッケージ」 (GO Package) に盛り込まれた。「シャドーマスク」と名付けられた(英: shadow mask)艶消し黒の塗装も1970年式のAMXにオプション設定された。
AMX-GTの断ち切ったような後端部のデザイン処理は、1970年に登場したサブコンパクトカーのグレムリン (Gremlin) で再現された。AMCの限りある資源を最大限に活用するティーグのこのデザイン手法は、既存のプラットフォームから新たな車種を産み出すこととなった。

## 宣伝素材として

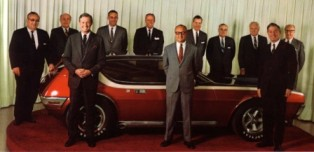
AMX-GTの周りに集合したAMCの重役陣。ロイ・D・チェイピン・ジュニア、William V. Luneburg、リチャード・E・クロス （前列左から右へ）

株主に配布されたAMCの1969年度の年次報告書 (annual report) では、AMX-GTの様々なデザイン・スケッチや候補案がAMCの重役陣の写真の背景として使用された。取締役会の公式写真では、役員たちが2番目のこのコンセプトカーと共に写っているが、この時点でこの車のボンネットと屋根は黒色に塗装されている。